# Prozac Nation
Pour plus de détails, voir Fiche technique et Distribution.
Prozac Nation est un film américano-allemand réalisé par Erik Skjoldbjærg, sorti en 2001,
Le film a pour principaux interprètes Christina Ricci (par ailleurs coproductrice du film), Jessica Lange, Jason Biggs, Michelle Williams et Anne Heche.
Le scénario est inspiré de l'autobiographie de la journaliste américaine Elizabeth Wurtzel, intitulée en français Prozac nation : Avoir vingt ans dans la dépression, où elle raconte sa vie d'étudiante dépressive et qui fut l'une des premières patientes à qui l'on a prescrit du Prozac.
Le film fut présenté pour la première fois au Festival international du film de Toronto le 8 septembre 2001 mais n'a pas connu d'exploitation commerciale en salles dans son pays d'origine ni dans la plupart des pays, où il a fait l'objet soit d'une première diffusion à la télé, soit d'une sortie directe en DVD. Il est cependant sorti en salles en Norvège (pays d'origine du réalisateur) en août 2003.

## Synopsis
Dans les années 1980, Elizabeth, une jeune femme qui veut devenir écrivain est poussée sur la voie de la réussite par sa mère. Elle entre à la prestigieuse université Harvard après avoir obtenu une bourse en journalisme.
Si au départ les choses se passent pour le mieux, Elizabeth finit par sombrer dans la dépression.

## Fiche technique
- Titre : Prozac Nation
- Réalisation : Erik Skjoldbjærg
- Scénario : Galt Niederhoffer (adaptation), Frank Deasy et en:Larry Gross
- Photographie : Erling Thurmann-Andersen
- Musique : Nathan Larson
- Production : R.Paul Miller, Christina Ricci, Andrea Sperling
- Pays de production :  États-Unis |  Allemagne
- Langue : anglais
- Genre : Drame
- Durée : 95 minutes

## Distribution
- Christina Ricci : Elizabeth Wurtzel
- Jessica Lange : Mrs Wurtzel
- Jason Biggs : Rafe
- Michelle Williams : Ruby
- Anne Heche : Docteur Sterling
- Jonathan Rhys Meyers : Noah
- Jesse Moss : Sam
- Nicholas Campbell : Donald
- Lou Reed : lui-même

## Chansons du film
- Sweet Jane - Lou Reed
- Perfect Day - Lou Reed
- The Promise - Bruce Springsteen
- I Will Dare - The Replacements
- Mystery Achievement - The Pretenders
- Ivory Tower - The Long Ryders
- Who is Who - The Adolescents
- The Real West - Thin White Rope
- Keep The Promise - Pontiac Brothers
- Dr Mabuse - Propaganda